# 高坂 (東松山市)

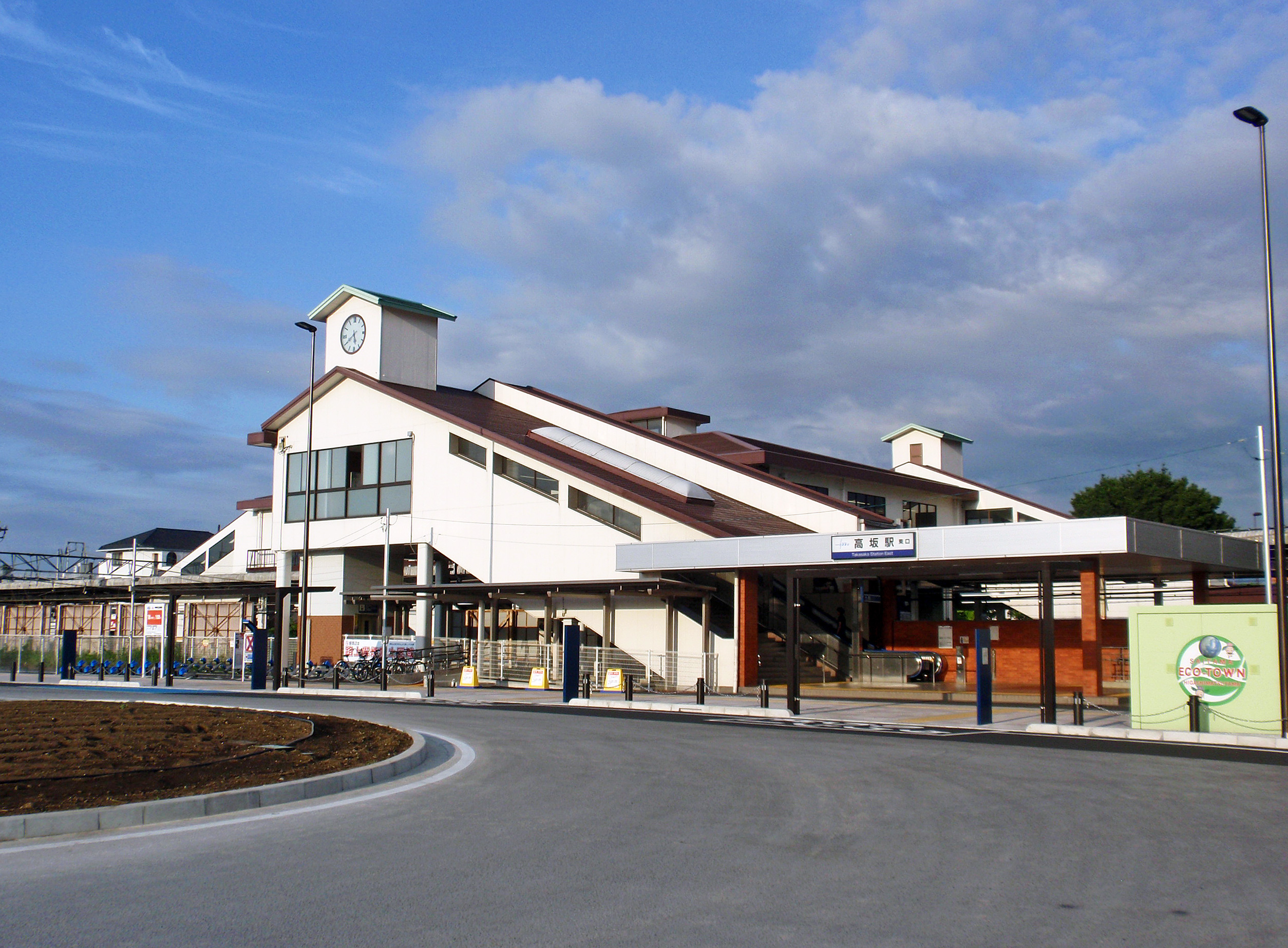
高坂駅東口

高坂（たかさか）は、埼玉県東松山市を構成する一地区の地名、およびその地区内の町名（大字）。行政上、歴史上の枠組とは別に高坂駅周辺を漠然と指す場合もある。

## 地名の由来
都幾川の低地から物見山に至る丘陵地へのなだらかな坂が延々と続いている事が高坂の由来と言われる。 

## 駅名として
- 高坂駅

高坂駅周辺を漠然として指す。

## 地名として
- 東松山市大字高坂。

高坂駅東口周辺の地名である。西口は東松山市元宿（西本宿地区）

## 地区名として
- 高坂地区
- 高坂丘陵地区

明治の大合併によって1889年に旧高坂村・西本宿村・宮鼻村・田木村・岩殿村・大黒部村・正代村・早俣村が合併して高坂村となったが、さらに昭和の大合併により1954年に松山町・大岡村・唐子村・高坂村が合併して東松山市となり、旧高坂村域は高坂地区ととらえられるようになった。その後、1984年に分譲の始まった高坂ニュータウンの開発に伴って人口が増加したことから、桜山台・白山台・旗立台・松風台を「高坂丘陵地区」として高坂地区から分離し、現在の区域となった。

## 沿革
- 江戸時代には、川越児玉往還（川越道）と日光脇往還（日光道）の交わる高坂宿として発達した[1]。
- 1889年（明治22年）4月1日 - 町村制施行に伴い、比企郡高坂村・早俣村・正代村・宮鼻村・毛塚村・田木村・西本宿村・岩殿村が合併し、高坂村が成立する[2]。旧高坂村は高坂村の大字高坂となる。
- 1923年（大正2年） - 東武東上線（東上本線）高坂駅が開設される。
- 1954年（昭和29年） - 高坂村が松山町・大岡村・唐子村・野本村と合併、東松山市となる。以降、高坂村の村域は高坂地区となる。
- 1967年（昭和42年） - 大東文化大学東松山校舎開設
- 1975年（昭和50年）8月8日 - 地内に高坂サービスエリアが開設される。
- 1989年（昭和55年） - 埼玉県こども動物自然公園開設
- 1984年（昭和59年） - 高坂ニュータウン分譲開始
- 1987年（昭和62年） - 高坂駅西口開設
- 1993年（平成5年） - 埼玉県平和資料館開設